# عبد الله المامقاني
عبد الله محمّد حسن بن عبد الله المامقاني  هو رجل دين شيعي، وصاحب كتاب تنقيح المقال في علم الرجال ولد في الخامس عشر من ربيع الأوّل 1290 هـ بالنجف. بدأ بدراسة العلوم الدينية في مسقط رأسه، واستمرّ في دراسته حتّى عُدّ من العلماء في النجف، كما قام بتدريس العلوم الدينية فيها.

## من أساتذته
- أبوه محمّد حسن
- غلام حسين الدربندي
- حسن الخراساني
- هاشم التبريزي

## من تلامذته
- محمّد الحجّة الكوهكمري
- شهاب الدين المرعشي النجفي
- عبد الأعلى السبزواري
- محمّد حسين الخياباني التبريزي
- محمّد مهدي الغريفي
- محمّد علي الأُردوبادي
- محمّد رضا فرج الله
- إبراهيم الموسوي التبريزي
- مرتضى المرعشي النجفي
- علي أكبر الخوئي
- صادق التنكابني
- جعفر التستري
- عبد المطّلب الحيدري
- الميرزا باقر الزنجاني
- محمد رضا الطبسي
- سعيد الحكيم النجفي
- عبد الحسين الحلي
- علي نقي الحيدري
- مرتضى الرشتي.

## من أقوال العلماء فيه
1. قال حرز الدين : «عالم عامل، تقي ورع، ثقة أمين، صاحب التأليف والتصنيف».[2]
2. قال المدرّس الخياباني: «من أكابر وفحول علماء الإمامية في عصرنا الحاضر، عالم عامل، فقيه كامل، أُصولي رجالي، محدّث أديب، حاوٍ للفروع والأُصول، وله كمالات نفسانية وأخلاق فاضلة».[3]
3. قال آل محبوبة : «من العلماء البارزين، وأهل الفضل السابقين، جدّ في التحصيل، وألّف فاكثر… يمتاز هذا بحُسن الأخلاق، ولطيف المعاشرة، وصراحة القول، مع التمسّك بعرى الدين الوثيقة، والإخلاص في ولاء أهل البيت(عليهم السلام)».[4]
4. قال آقا بزرك الطهراني: «عالم كبير، وفقيه بارع… كان المترجم له أحد العلماء الأجلّاء والفقهاء الأفاضل، ورجال الصلاح والتقوى، جمع إلى غزارة الفضل والمعرفة ورعاً موصوفاً وزهداً معروفاً، وإلى سموّ المكانة تواضعاً جمّاً وحُسن أخلاق».[5]
5. قال حسن الأمين: «حاز شهرة واسعة، ومقاماً رفيعاً، وجمع إلى غزارة الفضل والمعرفة ورعاً موصوفاً، وزهداً معروفاً، وإلى سموّ المكانة تواضعاً جمّاً وحُسن أخلاق».[6]
6. قال شهاب الدين المرعشي النجفي : «شيخي وأُستاذي، الخرّيت الماهر، صاحب المفاخر والمناقب، المؤلّف المَجيد المُجيد، وحيد العصر في فنّي التصنيف والتأليف، حجّة الإسلام والمسلمين، وآية الله في العالمين، المجهول قدره ومرتبته، والمستور رتبته ودرجته».[7]
7. محمّد هادي الأميني:«الفقيه العالم المتبحّر الرجالي المحدّث، من كبار أئمّة التقليد والفتيا».[8]
8. قال عنه عباس القمي:«الأجل الفقيه الورع محمّد حسن ابن المولى عبد الله المامقاني النجفي، كان من أعاظم العلماء الإمامية، مرجعاً للتقليد.»[9]

## من مؤلّفاته
- تنقيح المقال في علم الرجال (أكثر من 40 مجلّداً)
- مناهج المتّقين في فقه أئمّة الحقّ واليقين (3 مجلّدات)
- مقباس الهداية في علم الدراية (مجلّدان)
- منتهى مقاصد الأنام في نكت شرائع الإسلام
- الدر المنضود في صيغ الإيقاعات والعقود
- مطارح الأفهام في مباني الأحكام
- مرآة الكمال لمَن رام درك مصالح الأعمال
- مخزن المعاني في ترجمة المحقّق المامقاني
- نهاية المقال في تكملة غاية الآمال
- تُحفة الصفوة في الحبوة
- رسالة الجمع بين فاطميتين في النكاح
- رسالة إزاحة الوسوسة عن تقبيل الأعتاب المقدّسة
- رسالة مرآة الرشاد في الوصية إلى الأحبّة والأولاد
- رسالة في أحكام العزل عن الحرّة الدائمة وغيرها
- رسالة وسيلة التقى في حواشي العروة الوثقى
- رسالة السيف البتّار في دفع شبهات الكفّار
- رسالة هداية الأنام في أموال الإمام(عليه السلام)
- رسالة إرشاد المتبصّرين
- رسالة المسائل البصرية
- الإثني عشرية.[10]

## وفاته
تُوفّي في السادس عشر من شوّال 1351هـ بالنجف، ودُفن بمقبرة آل المامقاني.